# Пирамида (посёлок)
Пирами́да (норв. Pyramiden) — шахтёрский посёлок на острове Западный Шпицберген архипелага Шпицберген, законсервированный в 1998 году. С 2007 года в посёлке постоянно живут и работают 7-10 человек зимой и до 50 человек летом.

## Основные сведения
Своё название посёлок получил из-за пирамидальной формы горы, у подножия которой он основан на берегу бухт Петунья и Мимер. Посёлок находится на расстоянии около 120 км от Баренцбурга. Расстояние до столицы архипелага, Лонгйира, составляет по прямой около 50 км на юг. До 1998 года Пирамида была самой северной в мире действующей шахтой. Посёлок строился с учётом опыта, накопленного при строительстве Баренцбурга, Груманта и Колсбея и стал, по словам Норвежского короля Харальда V, посетившего посёлок в 1995 году, одной из «жемчужин» архипелага.
В летнее время в Пирамиду ежедневно ходят норвежские туристические суда из Лонгйира. В зимнее время можно добраться на снегоходе.
Находится под суверенитетом Норвегии. Правом экстерриториальности не обладает, как и другие посёлки.

## Достопримечательности
Местность в районе Пирамиды — горы, долины, ледники. Напротив Пирамиды находится крупный ледник Норденшельда, большие глыбы которого, зависнув над водой, время от времени откалываются с грохотом, чтобы начать своё путешествие в виде айсбергов.
Эмблемой Пирамиды является стела на въезде в посёлок. Установили стелу в 1984 году, однако свой законченный вид она обрела в 1998 году, когда по распоряжению директора Пирамиды В. И. Чистякова одну из вагонеток было решено установить около неё в память о трудовых подвигах шахтёров Заполярья. На вагонетку нанесли надпись: «31 марта 1998 года выдана эта последняя тонна угля рудника „Пирамида“».
В посёлке можно посетить столовую, где до сих пор сохранилось мозаичное панно, детский сад и школу, культурно-спортивный комплекс и бассейн.
Здесь находится самый северный в мире кинотеатр, полностью восстановленный в 2019 году. В нём можно посмотреть документальные и художественные фильмы с оригинальных киноплёнок 1960—1980-х годов. В советское время сюда привозили советские и зарубежные кинокартины, в числе которых были фильмы на норвежском языке, пропагандирующие достижения социализма, а также мировая киноклассика. Благодаря низкой влажности и температуре киноплёнки хорошо сохранились. Всего в фильмохранилище Пирамиды хранится около 650 кинофильмов. 27 августа 2019 года здесь прошёл самый северный в мире кинофестиваль, посвящённый 100-летию Советского кино.
Совершая однодневный поход, можно увидеть и Голубые озера, и водопады, и ставший популярной достопримечательностью бутылочный домик. Желающие также могут совершить восхождение на гору Пирамида или отправиться в сказочную по своей красоте бухту Сканская.

## История
В 1910 году швед Бертиль Хёгбом получил разрешение на добычу угля в 120 километрах от рудника Баренцбург в недрах гор на полукилометровой высоте над уровнем моря. В 1911 году началось строительство и оборудование шахты. Поселение расположилось на берегу бухт Петунья и Мимер, земельные участки принадлежали компании «Spetsbergens Svenska Kolfalt», у которой их приобрело общество «Англо-Русский Грумант»; затем, в 1927 году, владельцем Пирамиды стал трест «Северолес», и уже с 1931 года — трест «Арктикуголь». Таким образом, посёлок стал советским.
Строительство шахты в районе горы Пирамида началось в июле 1939 года и продолжалось до августа 1941 года, когда все жители архипелага были эвакуированы. На момент эвакуации на руднике находилось 99 человек. До начала войны у подножья горы Пирамида были построены помещения для дизельной станции и технический склад, общежитие и баня, начато строительство жилого дома, столовой, радиостанции, котельной и прохождение вентиляционной и откаточной штолен. Работы велись, в основном, на поверхности рудника. Первая зимовка была организована в зиму 1940—1941 годов. Во время Второй мировой войны, в 1941 году угольный склад и всё оборудование было уничтожено самими сотрудниками при эвакуации.
Август 1946 года, когда в Пирамиду приехало 609 полярников, считается началом строительства рудника.
Первая улица в Пирамиде появилась в марте 1947 года. Она начиналась в строящемся порту и вела в посёлок. С обеих сторон выросли домики — «финки».
В 1947—1950 годы был выполнен большой объём геологоразведочных работ, проводились горноразведочные выработки, из которых осуществлялась добыча угля — было добыто около 70 тыс. тонн угля.
Население в 1960—1980-х годах составляло более 1000 человек; в те годы были построены многоэтажные капитальные здания, бассейн, библиотека, зимний сад и мелководный порт для погрузки угля.
За время работы шахты были построены и введены в эксплуатацию ТЭЦ, порт, гараж, три искусственных озера с питьевой водой, животноводческая ферма, теплица, другие производственные и социальные объекты. В благоустроенном посёлке проживало до тысячи людей, для которых был построен просторный спорткомплекс с бассейном морской воды и столовая на 200 посадочных мест.

### Закрытие шахты
Решение о закрытии шахты было принято в конце 1997 года. На момент закрытия годовой план добычи угля составлял 135 тыс. тонн, или 57 процентов проектной мощности шахты. Снижение уровня добычи угля было связано, в основном, с невозможностью своевременного восполнения очистного фронта работ из-за сложных геологических условий. Основными причинами принятия решения о ликвидации шахты являлись ограниченные запасы и высокие затраты на добычу угля, связанные с необходимостью выполнения большого объёма проведения подготовительных горных выработок, а также постоянно растущие затраты на локализацию эндогенного пожара в шахте, возникшего в 1970 году и продолжающегося по настоящее время.
Последние тонны угля из шахты были выданы 31 марта 1998 года. За время работы шахтой № 2 «Северная» было добыто около 8,8 млн тонн угля.
Работы по ликвидации шахты проводились, в основном, в горных выработках шахты и объектах шахтной поверхности, технологически связанных с ней. Выполненные работы позволили закрыть шахту и обеспечили в последующие годы предотвращение допуска людей к горным выработкам шахты. При ликвидации шахты жилищный фонд (кроме ветхого) общей площадью 3931 м², объекты социально-культурного назначения и производственные здания были законсервированы.
Рассматривались проекты по возобновлению добычи на разрезе, однако добыча угля в Пирамиде нерентабельна. Пирамида, несмотря на удачное расположение внутри архипелага, не стала исследовательской станцией по примеру Ню-Олесунна, но она превратилась в настоящий арт-объект, музей под открытым небом, и привлекает туристов из разных стран мира. С 2007 года трест «Арктикуголь» развивает туристическую деятельность в Пирамиде.
Трудности концерна «Арктикуголь» с формированием политики развития в полной мере отразились на Пирамиде.
Несмотря на неоднократные заявления об интересе к возобновлению добычи на разрезе, активных действий в этом направлении не велось и независимые оценки рентабельности Пирамиды неизвестны. Кроме того, капитальные здания советского времени в XXI веке оказались не востребованы.

### Посёлок в настоящее время
После прекращения угледобычи и консервации посёлка в 1998 году была сохранена инфраструктура, позволяющая проводить научные исследования и принимать туристов.
В рамках программы охраны памятников культуры на Шпицбергене в феврале 2011 года трестом «Арктикуголь» достигнута договорённость с Губернатором Шпицбергена о совместном выполнении работ по ремонту и надлежащему уходу за зданиями посёлка Пирамида.
Для возрождения посёлка Пирамида и создания из него туристического объекта за последние годы трестом «Арктикуголь» восстановлены и капитально отремонтированы инженерные сети тепло- и водоснабжения, канализации, запущены в работу два новых тепловых котла, две новые дизельные станции, в порту установлены три гостевых домика для туристов.
С 2009 года в Пирамиде вновь заработали гостиница и ресторан. В 2016 году полностью был отремонтирован номерной фонд гостиницы. В некоторых номерах по просьбам иностранных туроператоров сохранили антураж советской эпохи.
В 2016 году в Пирамиде установили понтонный причал — теперь здесь могут швартоваться маломерные суда, яхты и катера.

## В культуре
- «Мы живём на Шпицбергене», авторский фильм полярника Наумкина А. И., р. Пирамида 1976 год.
- Норвежский писатель Хьяртан Флёгстад написал книгу «Пирамида. Портрет заброшенной утопии» (нор. Pyramiden, portrett av ein forlaten utopi), вышедшую в 2007 году в Норвегии и год спустя на русском языке.
- На запись пластинки «Piramida» — четвёртого студийного альбома датского коллектива «Efterklang» — по словам музыкантов, их вдохновило путешествие на архипелаг летом 2011 года.
- В научно-популярном сериале «Жизнь после людей» в серии «Разрушительные волны» посёлок показан как наглядный пример того, что случится спустя 10 лет после исчезновения людей, а также через 500 лет после людей: посёлок, несмотря на длительный период времени, остаётся узнаваемым из-за низкой температуры Шпицбергена.
- В одной из серий познавательной телепрограммы о путешествиях «Орёл и решка» ведущая Регина Тодоренко рассказывает историю Пирамиды.
- В 2017 году в издательстве «Темпора» (Украина) вышла книга репортажей «Украинский Шпицберген» писателя Максима Беспалова, часть которой посвящена посёлку Пирамида, его истории и настоящему.
- Основная часть событий кинофильма «Арктическая пустота» (США, 2021 год) происходит в посёлке Пирамида.

## Галерея

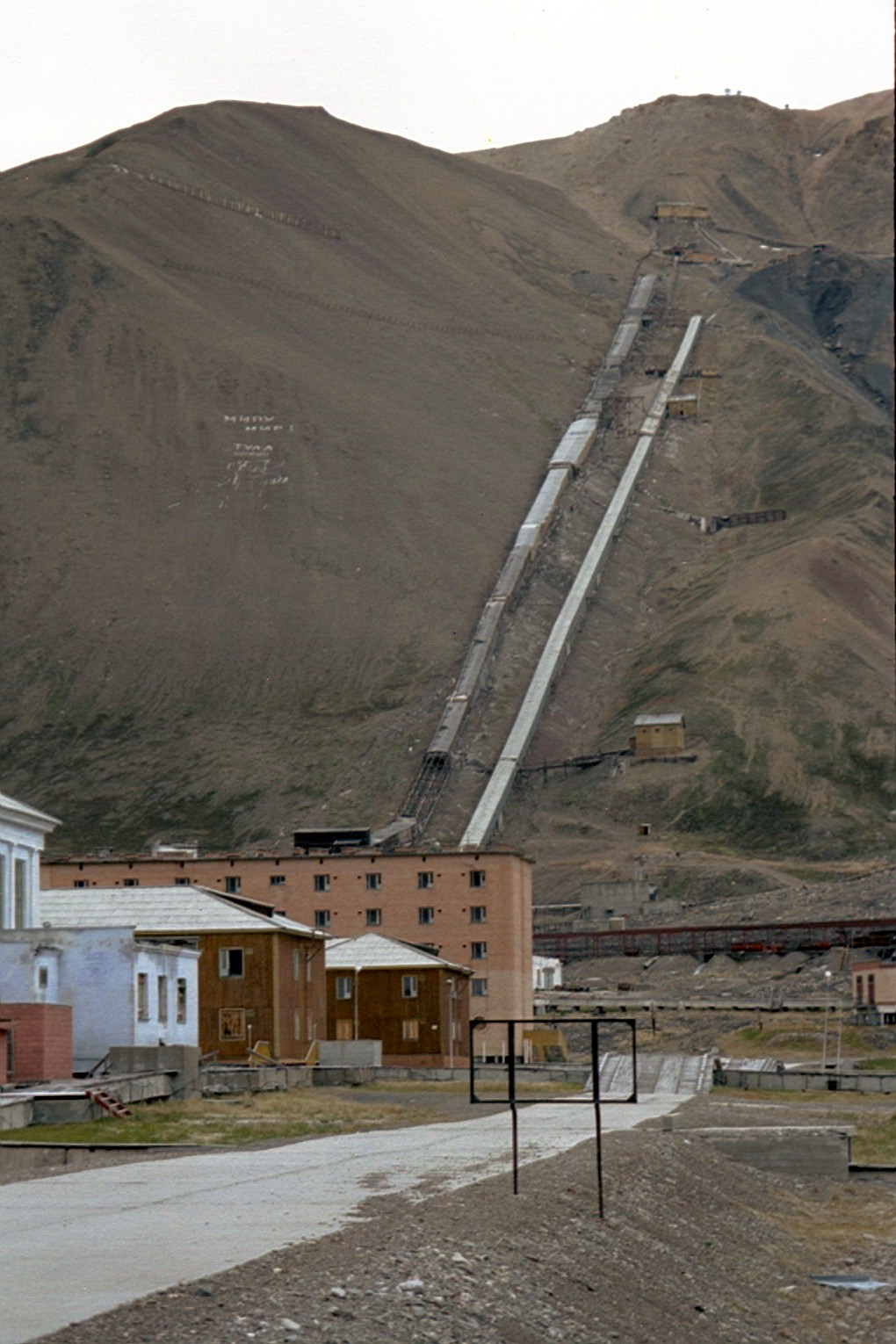
Посёлок Пирамида в 2005 году
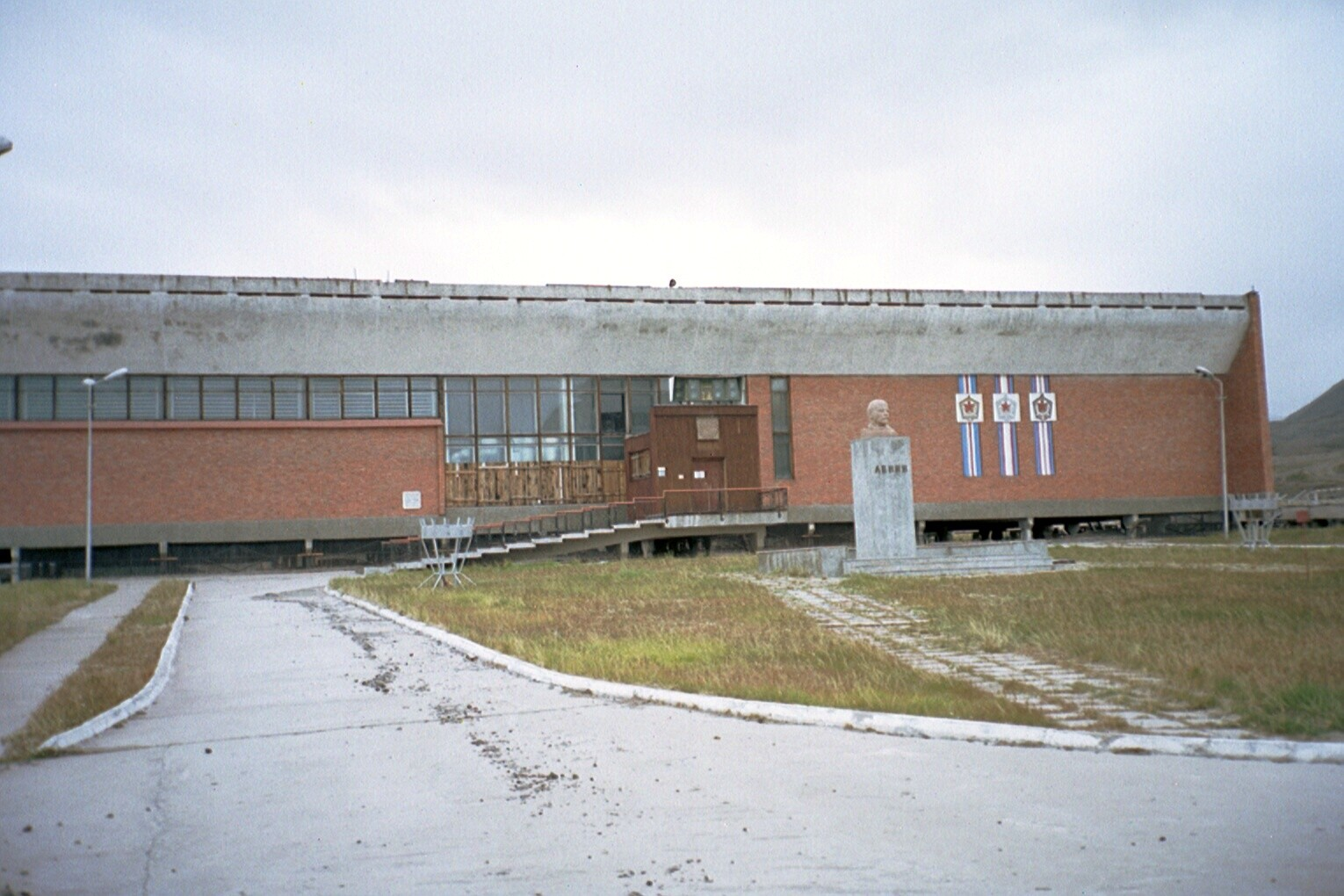
Самый северный в мире памятник Ленину
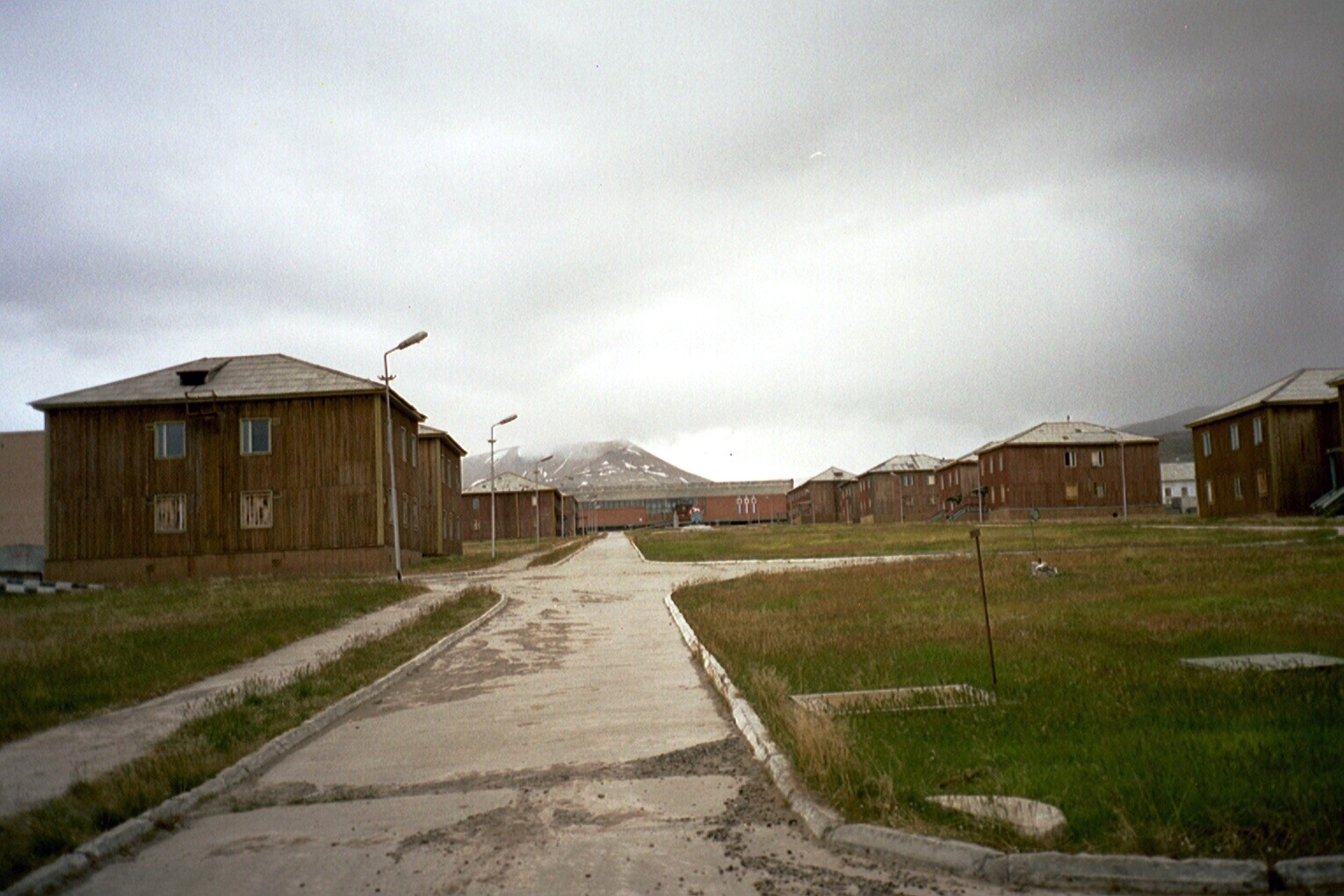
Посёлок Пирамида в 2005 году